# Van Westreenen van Tiellandt
Van Westreenen van Tiellandt is een Nederlandse familie waarvan een lid in 1815 in de Nederlandse adel werd verheven.

## Geschiedenis
De bewezen stamreeks begint met Dirck Woutersz. van Westrenen, brouwer in het Claverblatt te Amsterdam die in Utrecht (Buurkerk) in 1674 werd begraven. Hij trouwde in 1641 Adriana van Royesteyn, vrouwe van Tiellandt (onder Houten), die in Amsterdam overleed in 1689 en ook in Utrecht werd begraven. Hun nakomelingen werden bestuurders in Nederlands-Indië of bij de VOC. De hofstad Tiellandt bleef tot het laatste adellijke lid van het geslacht dat in 1848 overleed in de familie. De bekendste van het geslacht werd de geadelde Willem Hendrik Jacob baron van Westreenen van Tiellandt die de stichter was van het Museum Meermanno-Westreenianum; hij werd in 1815 verheven in de Nederlandse adel, maar aangezien hij geen kinderen kreeg stierf het 'adellijke geslacht' met hem uit.

## Enkele telgen
Dirck Woutersz. van Westrenen, begraven in 1674; trouwde in 1641 Adriana van Royesteyn, vrouwe van Tiellandt (†1689)
- Wouter van Westrenen, heer van TielIandt (1643-1747), kanunnik van Sint-Pieter; trouwde in 1665 met Adriana Meerman (1641-1695)
  - Gerrit van Westrenen, heer van Tiellandt (1670-1730), opperhoofd van Sadraspatnam 1706, opperkoopman en opperhoofd te Masuhpatnam 1711, gouverneur van Coromandel 1719, raad extraordinaris van Indië 1723
    - Gerrit van Westrenen, heer van Tiellandt (1708-1742), pakhuismeester O.-I. Compagnie in Coromandel
      - Gerard Jacob van Westrenen, heer van Tiellandt (1739-1825)
        - Johan Liberecht van Westrenen (†1855)
          - Susanna Gerarda van Westreenen, vrouwe van Tiellandt (na overlijden van haar gewezen echtgenoot) (1804-na mei 1857); trouwde in 1826 met haar achterneef Willem Hendrik Jacob baron van Westreenen van Tiellandt, heer van Tiellandt (1783-1848)

      - mr. Johan Adriaan van Westrenen (1742-1822), advocaat, kanunnik van Oud-Munster te Utrecht
        - Willem Hendrik Jacob baron van Westreenen van Tiellandt, heer van Tiellandt (1783-1848), adjunct-archivaris van het Koninkrijk Holland 1807, thesaurier en chartermeester Hoge Raad van Adel 1815, lid Hoge Raad van Adel 1835, staatsraad i.b.d. 1836, directeur Koninklijke Bibliotheek 1842, lid Provinciale Staten van Zuid-Holland 1814, kamerheer i.b.d. van Koning Willem II, stichter van het museum Meermanno-Westreenianum; trouwde in 1826 met zijn achternicht Susanna Gerarda van Westreenen, vrouwe van Tiellandt (1804-na mei 1857); uit dit huwelijk werden geen kinderen geboren. Hij werd in 1815 verheven in de Nederlandse adel, in 1818 verkreeg hij de titel van ridder, overgaande op al zijn wettige mannelijke afstammelingen, en in 1821 werd hem de titel van baron verleend, overgaand bij recht van eerstgeboorte. Met hem stierf het adellijke geslacht Van Westreenen van Tiellandt in 1848 uit.

Alewijn † ·
Du Bus † ·
De Bye ·
Van de Vivere · 
Van der Heim † ·
Huyssen van Kattendijke ·
Van Lockhorst † ·
De Maurissens † ·
Pauw † ·
De Plevits † ·
Van Rappard · 
Van der Renne † ·
Van Rosenthal ·
De van der Schueren ·
De Stuers ·
De Thier ·
De Warzée d'Hermalle † ·
Van Westreenen van Tiellandt † 

Geslachten die tot de adel van het Koninkrijk der Nederlanden behoren of hebben behoord. Lijst volgens opgave van de Hoge Raad van Adel. †: Geslacht uitgestorven of titel vervallen.